# Valdecañas (Cuenca)
Valdecañas es una localidad del municipio conquense de Villas de la Ventosa, en la Comunidad Autónoma de Castilla-La Mancha (España). 
La iglesia está dedicada a Nuestra Señora de la Asunción.

## Localidades limítrofes
Confina con las siguientes localidades:
- Al este con Villar de Domingo García.
- Al sur con Sotoca.
- Al oeste con Culebras.
- Al noroeste con Bólliga.

## Demografía
Evolución de la población
| Gráfica de evolución demográfica de Valdecañas entre 2000 y 2017   |
|                                                                    |
| Población de derecho (2000-2017) según el padrón municipal del INE |

## Historia
Así se describe a Valdecañas en el tomo XV del Diccionario geográfico-estadístico-histórico de España y sus posesiones de Ultramar, obra impulsada por Pascual Madoz a mediados del siglo XIX:

Aldea con ayuntamiento en la provincia, diócesis y partido judicial de Cuenca (4 leguas), audiencia territorial de Albacete (21) y capitanía general de Castilla la Nueva (Madrid 23). Situada en la falda de un cerro, y circundada por 2 pequeños arroyos; su clima es frío, bien ventilado y sano. Consta de 15 casas de mala construcción; para surtido del vecindario hay buenas aguas; la iglesia parroquial, bajo la advocación de Nuestra Señora de la Asunción, es aneja de la de Culebras. El término confina por N con Bólliga; E Villar de Domingo García; S Sotoca, y O Culebras. El terreno disfruta de monte y llano, parte reducido a cultivo y parte destinado a pastos y leña; le cruzan 2 arroyos que se unen a corta distancia del pueblo. Los caminos son locales y en mal estado. Producciones: trigo, cebada, centeno, avena, vino y algunas legumbres; se cría ganado lanar y algún vacuno; caza de liebres, conejos y perdices, y alguna de mayor. Industria: la agrícola. Comercio: la venta del sobrante de sus productos. Población: 13 vecinos, 52 almas. Capital productivo: 210.440 reales. Imponible: 10.522.
Diccionario geográfico-estadístico-histórico de España y sus posesiones de Ultramar